# Clercs réguliers de la Mère de Dieu pour les écoles pies
Les Clercs réguliers des écoles pies  (en latin : Ordo clericorum Regularium Pauperum Matris Dei scholarum Piarum) ou Piaristes sont des clercs réguliers de droit pontifical voués à l'éducation chrétienne.
Individuellement ou en groupe qui ne représente pas la totalité de leur ordre, ils sont appelés : « clerc régulier des écoles pies », « clercs réguliers des écoles pies », « piariste » ou « piaristes ».

## Historique

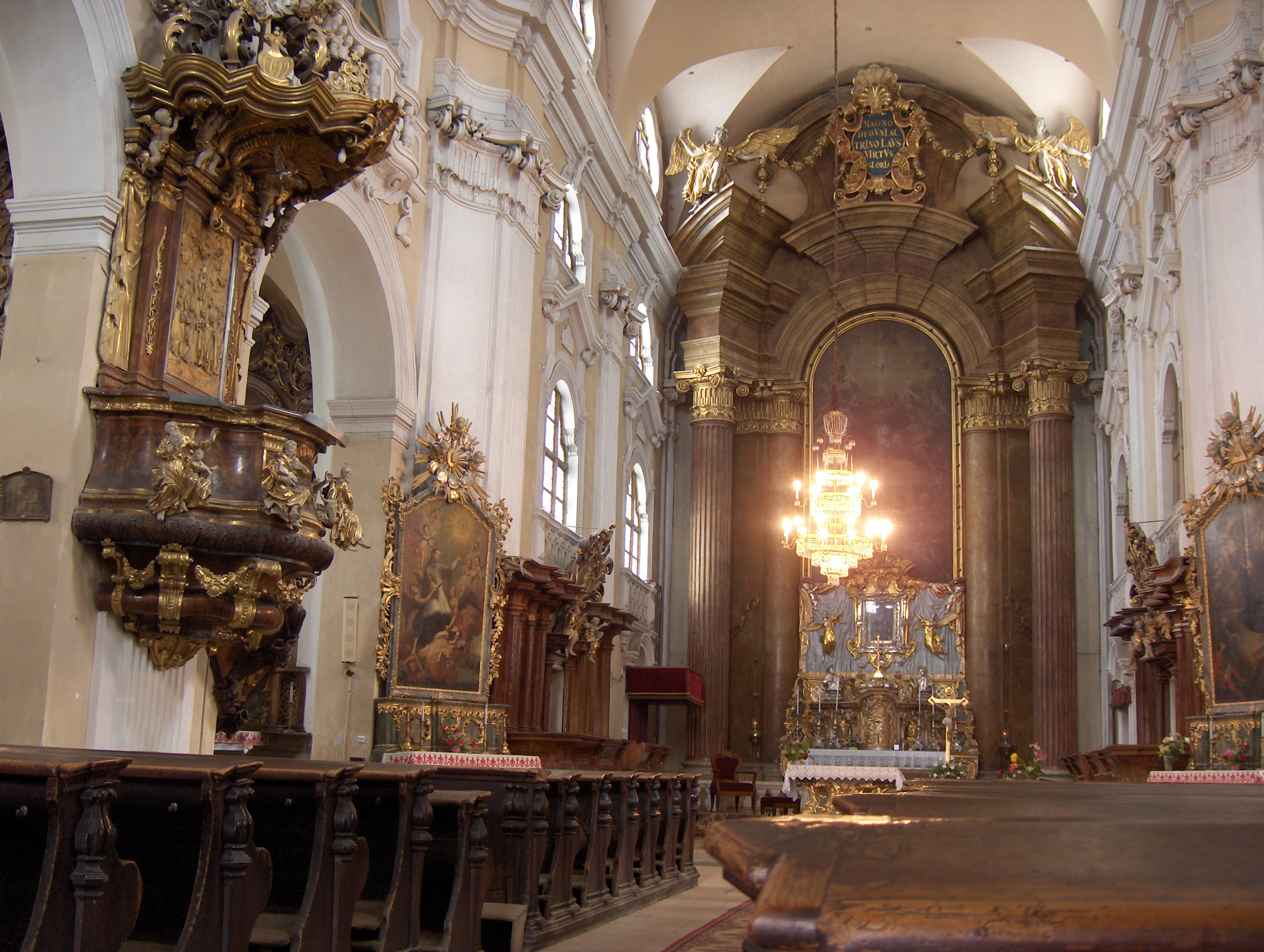
L'église des Piaristes de Cluj-Napoca, Roumanie.

Joseph Calasanz découvre à Rome les multiples conséquences de la misère sur les enfants. Pour y faire face, il fonde une école qui se développe rapidement. Le pape Paul V, considérant l'utilité de cette institution  pour l'Église l’approuva par un bref du 6 mars 1617 et I'érige en congrégation, à laquelle il donna le titre de Congrégation Pauline. En 1621 le pape Grégoire XV lui accorde le statut d'ordre religieux et lui  donne le nom de Congregatio Clericorum Regularium Pauperum Matris Dei Scholarum Piarum (congrégation des Pauvres Clercs réguliers de la Mère de Dieu pour les écoles pies). En 1622 il accorde à l'ordre tous les privilèges dont jouissent les ordres mendiants.
Joseph Casalanz rencontre des oppositions qui aboutissent à la suppression de son œuvre par le pape Innocent X (1646) ; elle est rétablie peu après sa mort par le pape Alexandre VII (1656).
Joseph Calasanz a été canonisé en 1767 par Clément XIII, et Pie XII l'a proclamé patron des écoles populaires chrétiennes en 1948.
L'ordre comptait 2 160 religieux et 156 maisons en 1870.
En 1965, ils étaient 2 535 répartis dans 179 maisons
En 2004, l'ordre comptait 1 430 religieux dans 210 maisons, installées dans une trentaine de pays.
Pendant la guerre civile espagnole, 272 piaristes ont été tués.

## Famille calasanctienne
Plusieurs congrégations religieuses s'inspirent de la spiritualité des piaristes.
- Congrégation des Écoles de charité (Institut Cavanis) fondée par les frères Cavanis à Venise en 1802.
- Sœurs des écoles chrétiennes de Vorselaar fondées par Louis Vincent Donche (nl) à Vorselaar en 1820.
- Filles de Marie des écoles Pies fondés par Paule Montal Fornés à Figueras en 1829.
- Compagnie de Marie pour l'éducation des sourds-muets fondés à Vérone en 1830.
- Sœurs de la compagnie de Marie pour l’éducation des sourds fondée en 1841.
- Pères du Sacré Cœur de Jésus fondés par Joseph-Marie Timon-David à Marseille en 1852.
- Congrégation des ouvriers chrétiens de saint Joseph de Calasanz fondé par Antoine Marie Schwartz à Vienne en 1882.
- Filles de la Divine Bergère fondées par Faustino Míguez González à Sanlúcar de Barrameda en 1885.
- Filles pauvres de saint Joseph Calasanz fondées par Célestine Donati à Florence en 1889.

## Activité et diffusion

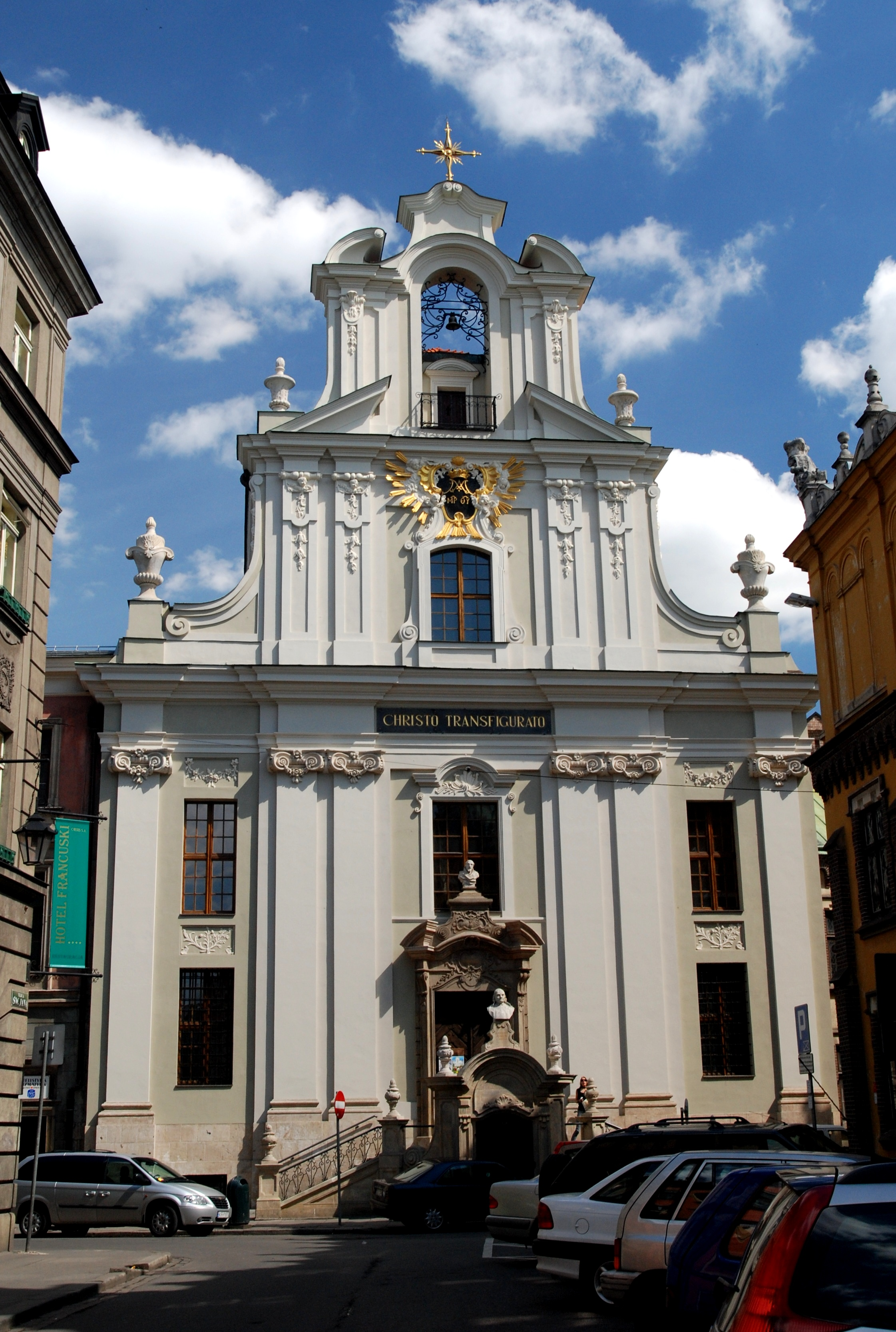
L'église des Piaristes de Cracovie (Pologne).

Les piaristes se dédient à l'éducation de la jeunesse et aux soins des paroisses.
Ils sont présents en :
- Europe : Autriche, Biélorussie, Espagne, France, Hongrie, Italie, Pologne, République tchèque, Roumanie, Slovaquie, Ukraine.
- Amérique du Nord : Canada, Costa Rica, Cuba, États-Unis, Mexique, Nicaragua Porto Rico, République dominicaine
- Amérique du Sud : Argentine, Bolivie, Brésil, Chili, Colombie, Équateur, Venezuela.
- Afrique : Cameroun, Côte d'Ivoire, Gabon, Guinée équatoriale, Sénégal, DRC Congo, Mozambique.
- Asie : Inde, Indonésie, Japon, Philippines, Viêt Nam.

Au 31 décembre 2008, l'institut comptait 209 maisons et 1 318 religieux, dont 976 prêtres et un évêque.